# Vaxholm
Vaxholm ist der Hauptort der schwedischen Gemeinde gleichen Namens. Die Stadt mit 4849 Einwohnern (2015) liegt in der Provinz Stockholms län beziehungsweise der historischen Provinz Uppland.

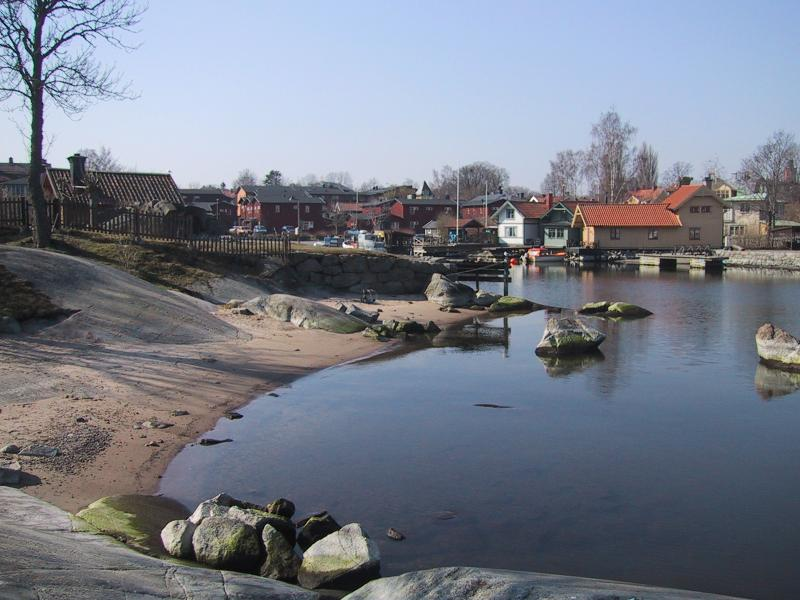
Szenerie

Vaxholm liegt auf Vaxön, einer Insel im Stockholmer Schärengarten, und ist ein beliebtes Ausflugsziel der Stockholmer, da sich hier die meisten Fährlinien des Stockholmer Schärengebietes kreuzen und es Busverbindungen von Stockholm gibt. Neben den zumeist kommerziell betriebenen Fähren gibt es auch die kostenlose Fährverbindung des Trafikverkets auf die benachbarte Insel Rindö.

## Geschichte

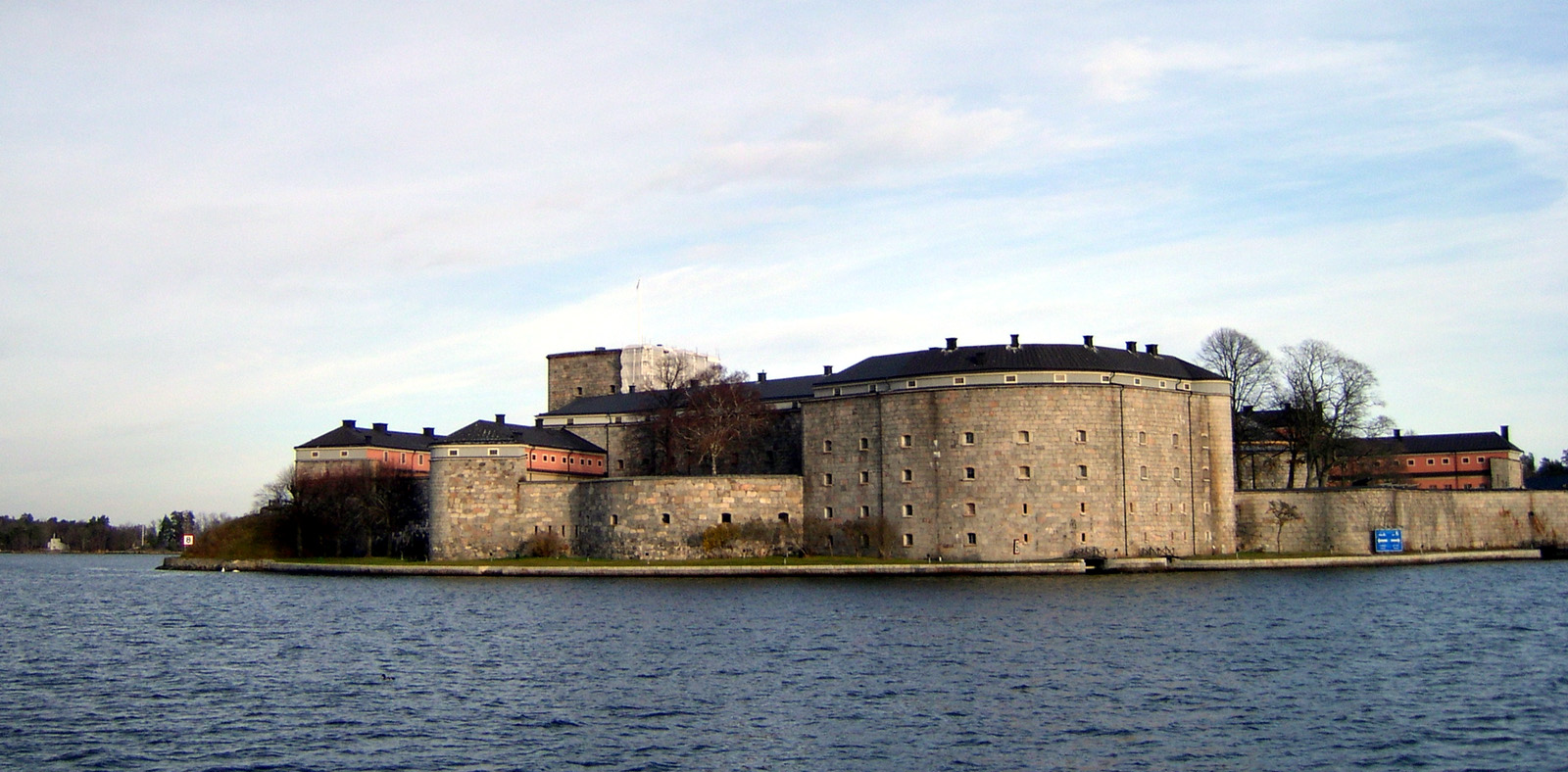
Kastell

Vaxholm ist eine der 134 schwedischen Städte mit dem historischen Status einer Stadt. Das Stadtrecht wurde ihr im Jahr 1652 verliehen.
Hauptattraktion ist das Kastell, das zur Bewachung Stockholms von der Seeseite her errichtet wurde. Die erste Befestigungsanlage entstand in der Regierungszeit von Gustav Wasa. Seine heutige Form erhielt das Kastell im 19. Jahrhundert.

## Persönlichkeiten
- Eije Mossberg (1908–1997), Politiker
- Per Olof Sundman (1922–1992), Schriftsteller und Politiker
- Maria Gripe (1923–2007), Schriftstellerin
- Ingegerd Troedsson (1929–2012), Politikerin
- Marcus Grate (* 1996), Skilangläufer